# Poličky

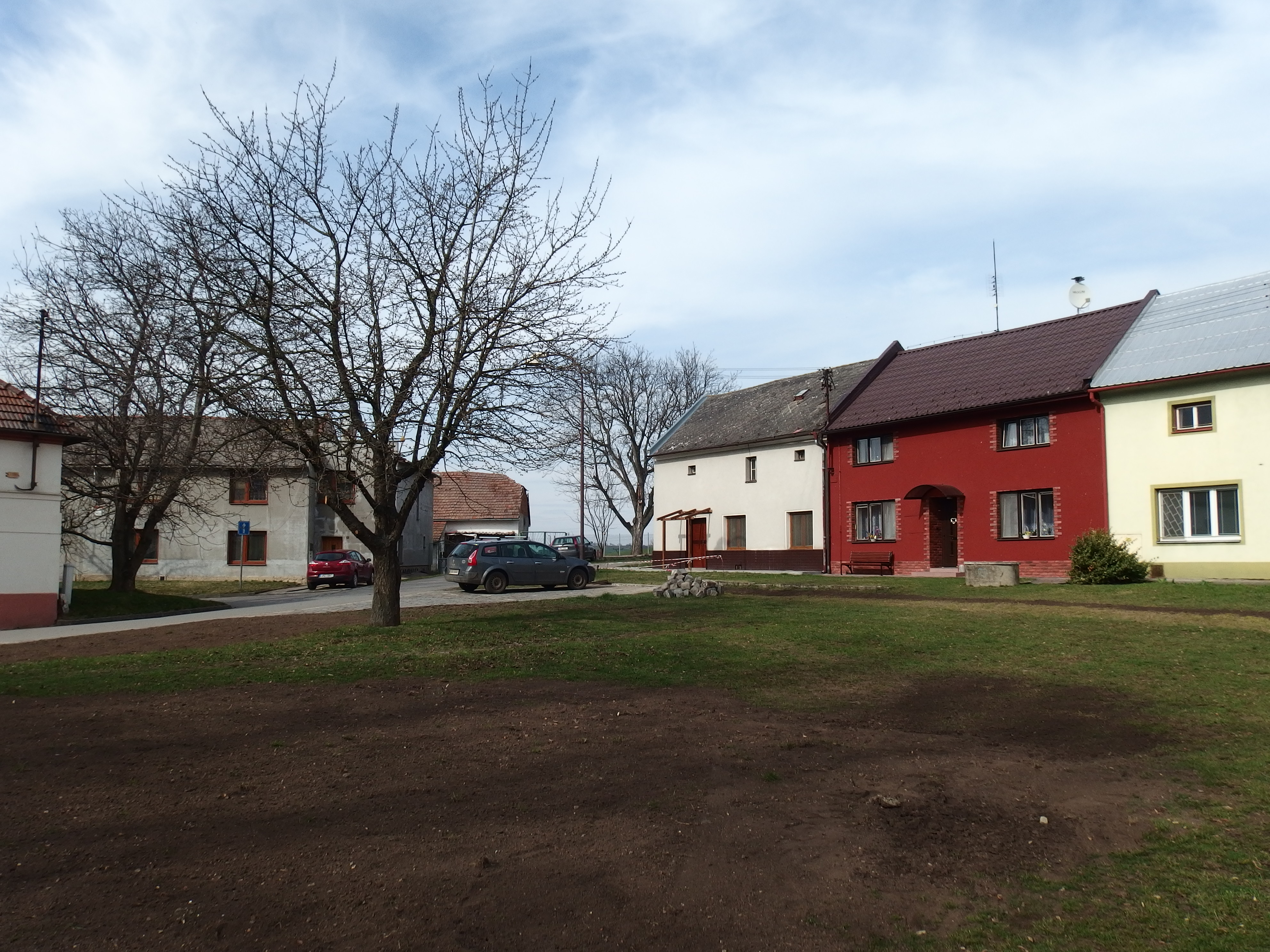
Dorfplatz

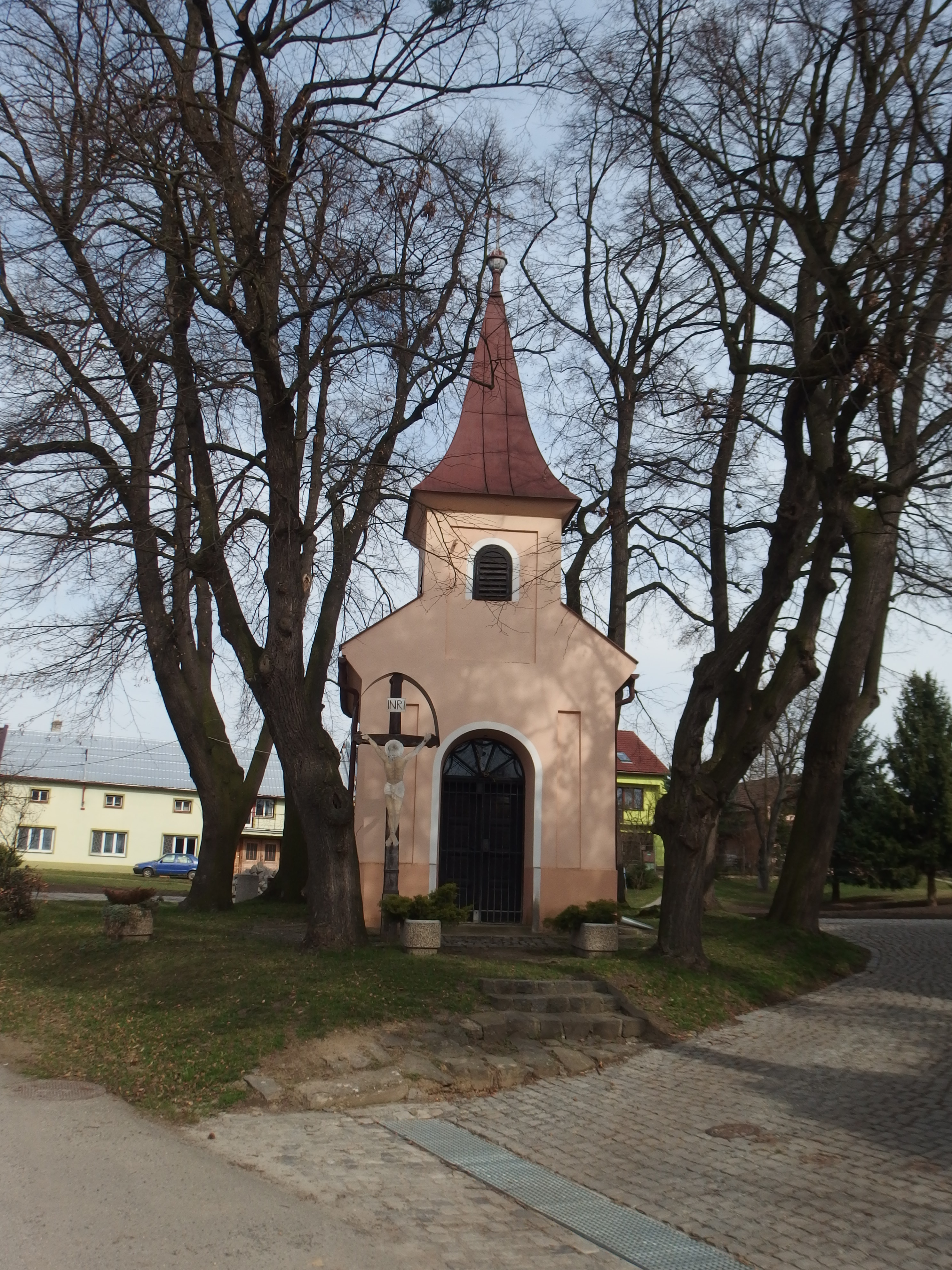
Schutzengel-Kapelle

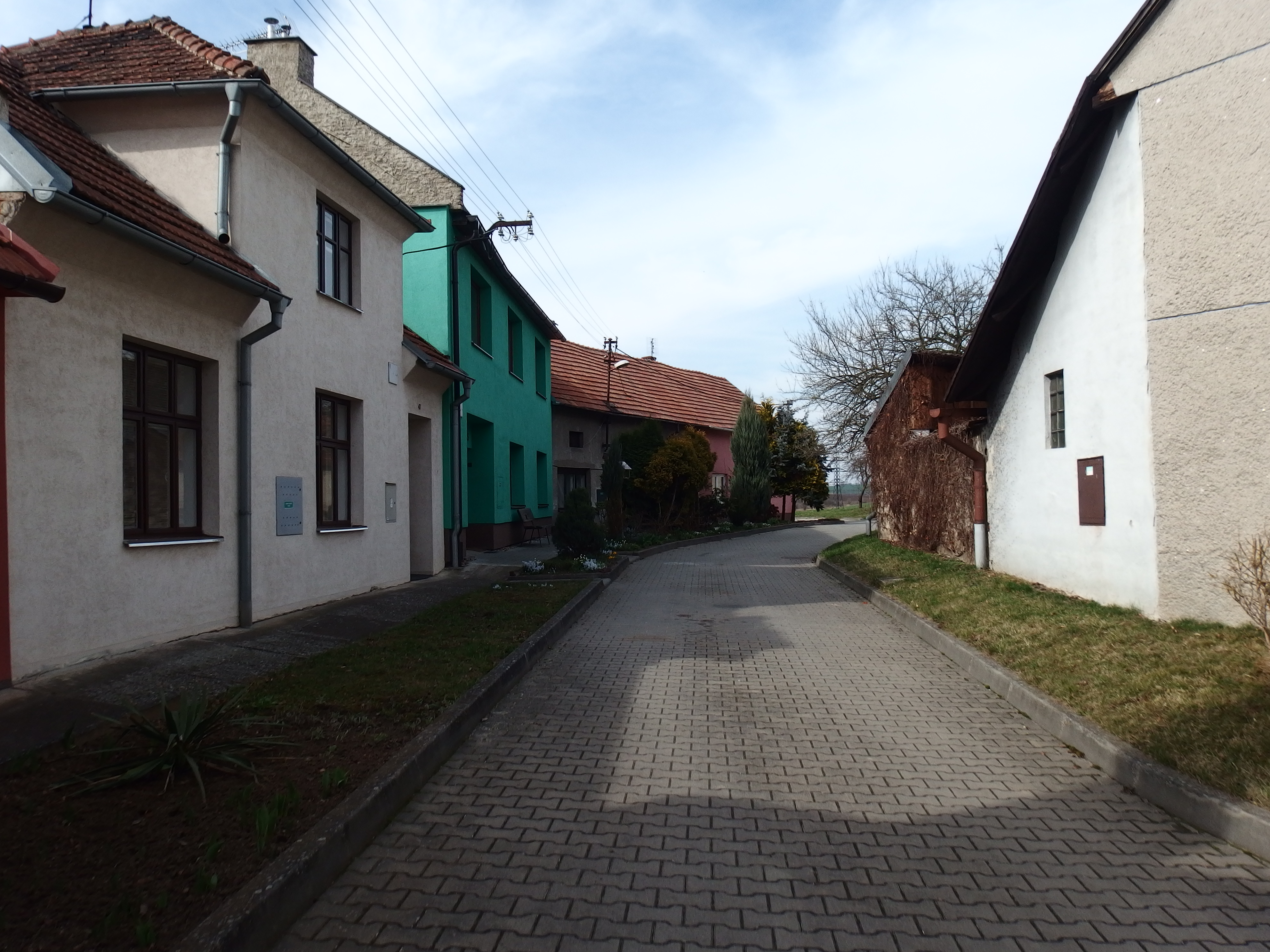
Seitengasse in Poličky

Poličky (deutsch Politschek) ist ein Ortsteil der Gemeinde Doloplazy in Tschechien. Er liegt vier Kilometer nordwestlich von Němčice nad Hanou und gehört zum Okres Prostějov.

## Geographie
Der Rundling Poličky befindet sich linksseitig des Flüsschens Brodečka, an der Einmündung des Baches Potůček, in der Obermährischen Senke (Hornomoravský úval). Westlich des Dorfes verläuft die Bahnstrecke Nezamyslice–Šternberk, bei Poličky liegt die Bahnstation Doloplazy. Gegen Westen liegen die drei Doloplaser Teiche, südlich der Teich Alej. Im Osten erhebt sich die Anhöhe U červeného kříže (Rotes Kreuz, 257 m. n.m.) mit den Resten des keltischen Oppidums Němčice nad Hanou, nordwestlich die Předina (313 m. n.m.).
Nachbarorte sind Vřesovice, Bajajka und Skalka im Norden, Pivín und Tvorovice im Nordosten, Hruška im Osten, Němčice nad Hanou im Südosten, Víceměřice im Süden, Doloplazy im Südwesten, Dobromilice im Westen sowie Dobrochov im Nordwesten.

## Geschichte
Auf  der Anhöhe über der Steinbrücke bei  Poličky wurde 1816 im Acker eine Urne mit einigen unverbrannten menschlichen Knochen, einer sechs Zoll langen Metallnadel sowie Bruchstücken eines metallenen Ringes gefunden, die starke Ähnlichkeit mit den Funden bei Holasovice und Úvalno aufwies. Der Fund wurde im Brünner Franzensmuseum aufbewahrt.
Die erste schriftliche Erwähnung des Dorfes erfolgte 1348, als Niklas von Poličky hier einen Hof besaß. Um 1350 gehörte der Hof dem Čenek von Poličky; dessen Söhne Čenek und Andreas überließen den Hof mit zwei Gehöften und zwei Lahn 1371 dem Ješek Skřitek von Trpenowic. Um 1390 verkaufte Herš von Trpenowic das Dorf an Niklas von Chudobyn. Im Jahre 1420 hatte Welislaw von Poličky seinen Sitz in dem Dorf. Später erhielt Ofka von Zarussek das Gut Poličky als Morgengabe; sie nahm darauf im Jahre 1437 Benedikt von Bělkow und Niklas von Štepanow in Gütergemeinschaft auf. Benedikt von Bělkow, der in der Mitte des 15. Jahrhunderts alleiniger Besitzer von Poličky geworden war, erwarb nach 1456 zusammen mit seinem Bruder Johann auch das benachbarte Gut Wicoměřic und schlug Poličky diesem zu. Die Familie hielt den Besitz bis 1530, als Niklas Praschma von Bělkow  das Gut Wicoměřic mit den Dörfern Wicoměřic und Puličky sowie einem Anteil von Dolloplaß an Niklas von Brníčko veräußerte. 
Pulitschek war in der nachfolgenden Zeit immer Teil des Gutes Wicoměřic und wurde zusammen mit diesem am 1. Juli 1732 durch die Brüder Georg Friedrich und Johann Mylota Žalkowsky von Žalkowitz an die Besitzerin der Herrschaft Kojetein, Herzogin Marie Elisabeth von Schleswig-Holstein-Sonderburg-Wiesenburg, verkauft. 1744 vererbte sie die Herrschaft Kojetein mit Wicoměřic ihrer Tochter Maria Theresia zu Oettingen-Spielberg, der wenig später deren Tochter Leopoldine von Kaunitz-Rietberg und 1795 die Enkelin Eleonore von Metternich folgten. 
Im Jahre 1835 bestand das im Olmützer Kreis gelegene Dorf Politschek bzw. Poličky aus 23 Häusern mit 150 mährischsprachigen Einwohnern. Erwerbsquelle bildete die Landwirtschaft. Pfarr- und Schulort war Dobromielitz, der Amtsort Kojetein. Am 1. Dezember 1835 erbte Leontine Sándor de Szlavnicza, geborene Fürstin von Metternich, die Allodialherrschaft Kojetein mit dem Gut Witzomieřitz. Bis zur Mitte des 19. Jahrhunderts blieb Politschek dem Gut Witzomieřitz untertänig.
Nach der Aufhebung der Patrimonialherrschaften bildete Políčky / Policzek ab 1850 eine Gemeinde im Gerichtsbezirk Kojetein. In der zweiten Hälfte des 19. Jahrhunderts wurde die nordöstlich des Dorfplatzes gelegene Gemeindewiese bebaut. Ab 1869 gehörte Políčky zum Bezirk Kremsier; zu dieser Zeit hatte das Dorf 150 Einwohner und bestand aus 29 Häusern. In dieser Zeit erfolgte der Bau der Mährisch-Schlesischen Nordbahn, am 1. Mai 1871 wurde die Strecke in Betrieb genommen. 1876 wurde die Gemeinde in den Bezirk Prerau umgegliedert. Im Jahre 1900 lebten in Políčky 180 Personen; 1910 waren es 184. Seit den 1900er Jahren ist Poličky als tschechischer Gemeindename gebräuchlich. Nach dem Ersten Weltkrieg zerfiel der Vielvölkerstaat Österreich-Ungarn, die Gemeinde wurde 1918 Teil der neu gebildeten Tschechoslowakischen Republik. Beim Zensus von 1921 lebten in den 41 Häusern von Poličky 195 Tschechen. 1930 bestand Poličky aus 46 Häusern und hatte 191 Einwohner. Von 1939 bis 1945 gehörte Poličky / Politschek zum Protektorat Böhmen und Mähren. 1948 wurde das Dorf dem neu gebildeten Okres Kojetín zugeordnet. Im Jahre 1950 hatte Poličky 163 Einwohner. 1953 erfolgte die Eingemeindung nach Doloplazy. Im Zuge der Gebietsreform von 1960 und der Aufhebung des Okres Kojetín kam das Dorf zum Okres Prostějov. Beim Zensus von 2001 lebten in den 49 Häusern von Poličky 130 Personen. Die historische Dorfstruktur von Poličky ist bis in die Gegenwart erhalten geblieben.

## Ortsgliederung
Der Ortsteil Poličky bildet einen Katastralbezirk.

## Sehenswürdigkeiten
- Schutzengel-Kapelle, umgeben von sieben 100-jährigen Linden auf dem Dorfplatz
- Hölzernes Kreuz, vor der Kapelle
- Naturreservat Polámaných – Písečník, mit seltenen Pflanzen, nordöstlich des Dorfes